# Moses Ndiema Masai
Pour les articles homonymes, voir Masai (homonymie).
Moses Ndiema Masai (né le 1er juin 1986 à Kapsogom, dans la région du mont Elgon) est un athlète kényan, spécialiste des courses de fond et du marathon.

## Biographie
Le 17 août 2009, il remporte la médaille de bronze aux Championnats du monde de Berlin, le lendemain de la victoire de Linet Chepkwemoi Masai, sa jeune sœur, sur la même distance du 10 000 m. Sur marathon, il a un temps de 2 h 10 s 13 à Essen obtenu en avril 2005.
Lors du Prefontaine Classic, le 2 juin 2012, il se qualifie à l'occasion des sélections kényanes du 10 000 m, organisées à Eugene (Oregon), en terminant deuxième, derrière Wilson Kiprop, pour les Jeux olympiques de Londres.

## Palmarès
| Année | Compétition                     | Lieu      | Résultat | Épreuve       |
| ----- | ------------------------------- | --------- | -------- | ------------- |
| 2004  | Championnats du monde junior    | Grosseto  | 10e      | 10 000 m      |
| 2005  | Championnats d'Afrique junior   | Radès     | 1er      | 5 000 m       |
| 2005  | Championnats d'Afrique junior   | Radès     | 1er      | 10 000 m      |
| 2007  | Finale mondiale de l'athlétisme | Stuttgart | 3e       | 5 000 m       |
| 2008  | Championnats du monde de cross  | Édimbourg | 5e       | Course longue |
| 2008  | Championnats du monde de cross  | Édimbourg | 1er      | Par équipe    |
| 2009  | Championnats du monde           | Berlin    | 3e       | 10 000 m      |

### Records
| Épreuve  | Performance    | Lieu      | Date              |
| -------- | -------------- | --------- | ----------------- |
| 10 000 m | 26 min 49 s 20 | Bruxelles | 14 septembre 2007 |